# Râul Inău, Someș
Râul Inău este un curs de apă, afluent al râului Someș. 

## Hărți
- Harta interactivă - județul Sălaj  Arhivat în 5 septembrie 2009, la Wayback Machine.